# Krykiet

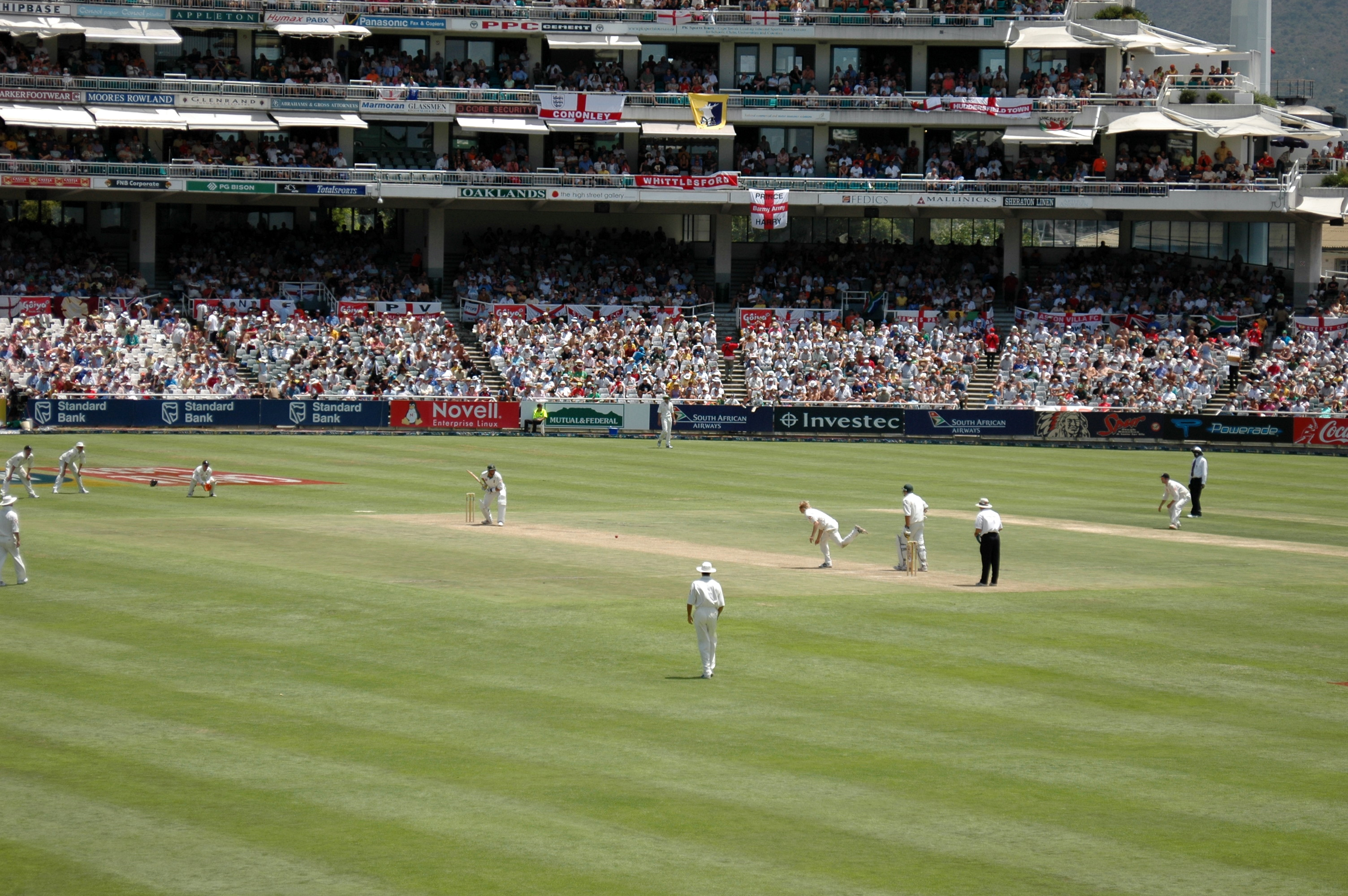
Mecz krykietowy. Jasny pas ziemi to pitch, zawodnik po prawej stronie, bowler, właśnie rzucił piłkę w kierunku gracza po lewej stronie, batsmana, którego zadaniem jest odbicie jej, tak aby nie została złapana przez graczy drużyny przeciwnej rozmieszczonych na całym polu gry. Mężczyźni w czarnych spodniach są sędziami

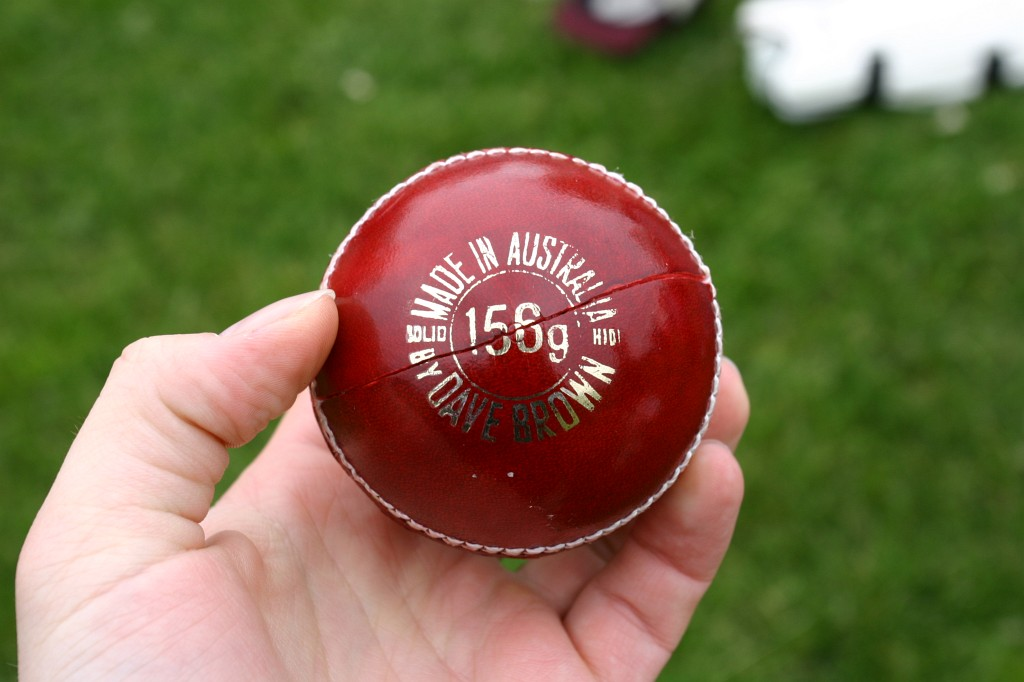
Standardowa piłka do krykieta

Krykiet (ang. cricket) – sport drużynowy, w którym mecze rozgrywane są między dwiema drużynami po jedenastu zawodników. Pochodzi z Anglii, gdzie podobna gra była znana już na przełomie XIII i XIV wieku.
Mecze krykietowe rozgrywane są na trawiastym boisku o kształcie zbliżonym do owalnego, w środku którego znajduje się płaski pas (ang. pitch – dosłownie: "murawa") długości 20,12 m. Na końcach pasa ustawione są bramki (ang. wicket) – trzy wbite w ziemię drewniane słupki (ang. stump – dosłownie: "pniak", "kijek"). Gracz jednej z drużyn rzuca twardą piłkę z korka obłożonego skórą, o obwodzie 224–229 mm, w kierunku przeciwległej bramki, tak aby w nią trafić, a gracz drugiej drużyny (ang. batsman) broni jej przed uderzeniem za pomocą drewnianego kija.
Jeszcze jeden gracz z kijem (ang. non-striker) stoi w pobliżu gracza rzucającego (ang. bowler). Pozostali gracze z drużyny bowlera zajmują pozycje w owalu jako gracze z pola (ang. fielder). Celem gry jest zdobywanie runów, krykietowego odpowiednika punktów, przez batsmana i non-strikera.
Gra popularna jest w wielu innych krajach na świecie – w tym prawie we wszystkich należących do Brytyjskiej Wspólnoty Narodów, a także w krajach azjatyckich, i niektórych krajach europejskich. Kraje, których drużyny mają tzw. Test status – mogą rozgrywać między sobą mecze krykieta w najwyższej klasie rozgrywkowej – to:
- Europa: Anglia, Irlandia
- Oceania: Australia, Nowa Zelandia,
- Azja: Indie, Pakistan, Sri Lanka, Bangladesz, Afganistan
- Afryka: Zimbabwe, RPA,
- Indie Zachodnie (ang. West Indies): wspólna reprezentacja Karaibów (Jamajka, Trynidad i Tobago, Barbados, Gujana, Antigua, Saint Kitts, Saint Lucia, Saint Vincent i Grenadyny, Dominika, Grenada).

## Rodzaje meczów krykietowych
Mecze krykietowe rozgrywa się w kilku odmianach. Najpopularniejsze z nich to:
- mecze wielodniowe - tradycyjna, najdłuższa forma gry, w której mecz trwa od 3 do 5 dni (ok. 6 godzin dziennie), a każda z drużyn ma do dyspozycji dwa inningsy, bez maksymalnej liczby overów. Dzieli się je na:

1. testy - towarzyskie mecze trwające 5 dni i rozgrywane najczęściej seriami pomiędzy krajami posiadającymi pełne członkostwo Międzynarodowej Rady Krykieta (10 krajów)
2. mecze pierwszoklasowe - trwające najczęściej cztery dni oficjalne (najczęściej ligowe) bądź towarzyskie mecze rozgrywane pomiędzy krajami, klubami, stanami, hrabstwami lub innymi drużynami uznane przez Międzynarodową Radę Krykieta za pierwszoklasowe (np. mecze w ramach Sheffield Shield lub  County Championship)
3. mecze towarzyskie i juniorskie - mecze trwające 3 dni, w zależności od rangi i kategorii wiekowej grających drużyn.

- mecze jednodniowe – trwają około 7,5 godziny, a każda z drużyn ma do dyspozycji tylko jeden innings o ograniczonej liczbie overów, najczęściej do 50. W rozgrywkach krajowych, obok meczów 50-overowych, spotyka się też mecze 40-overowe. W przeszłości istniały również mecze 60- i 55-overowe. Mecze międzynarodowe w tej formule nazywa się ODI (One-Day International), a od 1975 roku jest w niej rozgrywany Puchar Świata.
- Twenty20 (pl. Dwadzieścia20) – najkrótsza i najnowsza odmiana krykieta (czas trwania ok. 3,5 godziny), w której każda z drużyn ma do dyspozycji jeden 20-overowy innings. Od 2007 roku istnieje Puchar Świata w tej kategorii.

## Historia

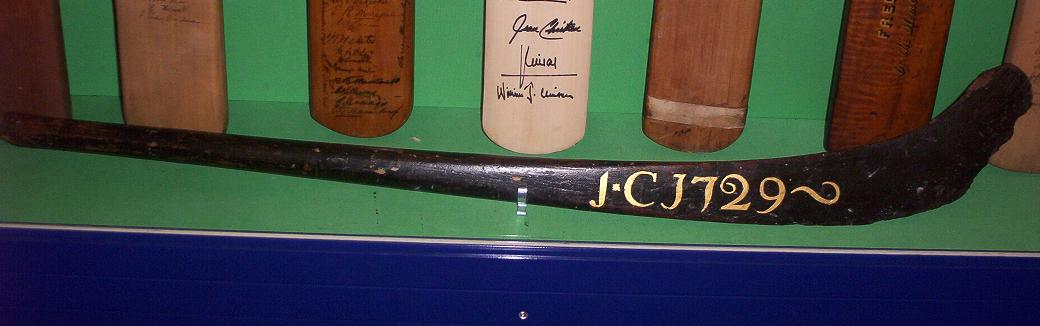
Najstarszy zachowany do dziś kij krykietowy z roku 1729

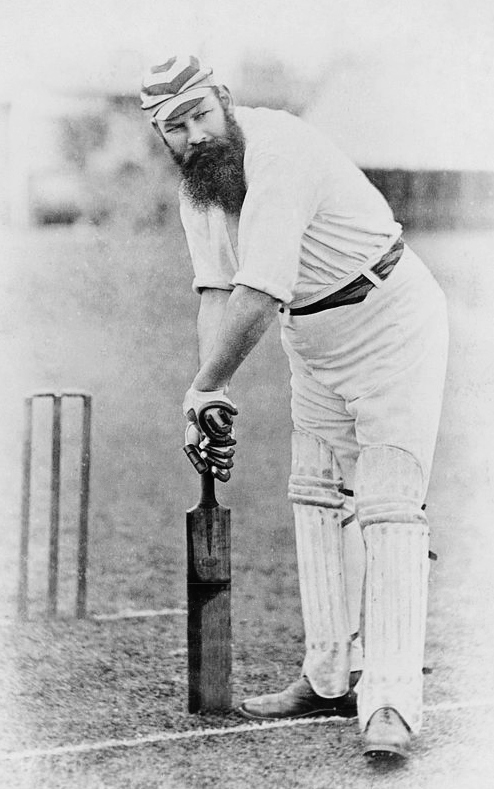
William „W. G.” Grace – legenda angielskiego krykieta

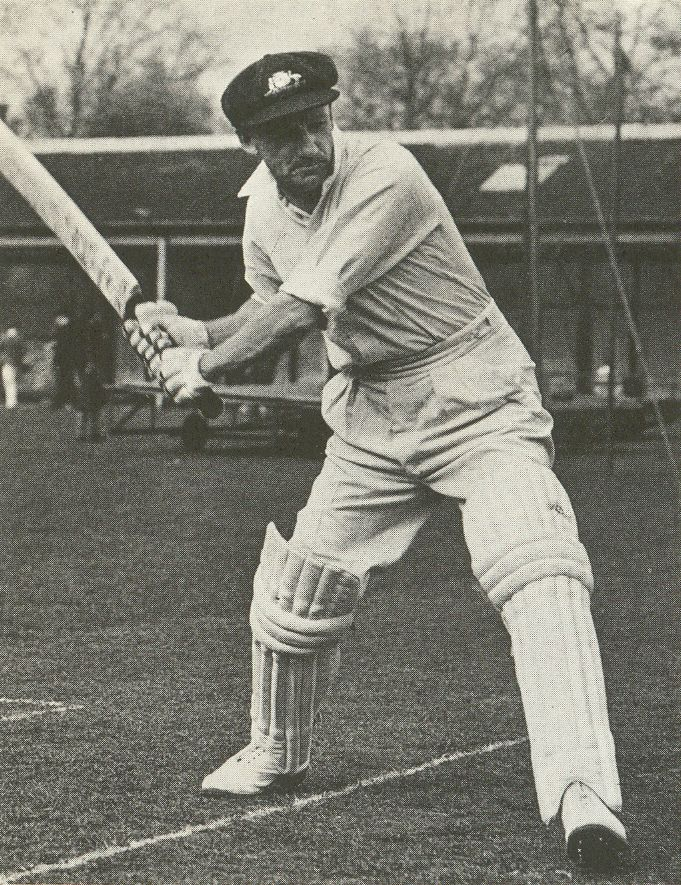
Donald Bradman, najlepszy odbijający w historii krykieta

Ślady istnienia prostej wersji krykieta pochodzą z XIII wieku, ale gra mogła powstać jeszcze wcześniej. Najprawdopodobniej stworzyły ją dzieci w społecznościach chłopskich i trudniących się metalurgią żyjących w rejonie zwanym The Weald pomiędzy Kentem i Sussex. Istnieją pisane źródła potwierdzające, iż w grę creag grał w roku 1300 w Newenden sam książę Edward, syn króla Anglii Edwarda I.
W 1598 w sprawie sądowej o ustalenie prawa własności do ziemi pojawiło się odniesienie do sportu zwanego kreckett – koroner nazwiskiem John Derrick zeznał, iż kilkadziesiąt lat wcześniej na obszarze, którego dotyczyła sprawa (były to tereny Royal Grammar School w Guildford), grał z kolegami w sport o tej właśnie nazwie. Oxford English Dictionary podaje, iż był to pierwszy zarejestrowany przypadek wystąpienia nazwy krykieta w języku angielskim.
Istnieje wiele słów podawanych jako etymologiczne źródło nazwy cricket. Jedną z teorii jest wywodzenie się jej od jednej z nazw kija krykietowego: starofrancuskiego criquet (rodzaj maczugi), flamandzkiego krick(e) ("kijek") lub staroangielskiego crycc ("kostur", "laska"; ta teoria oznaczałaby wywodzenie się nazwy cricket z północnej Anglii, gdyż w pozostałych rejonach cc było spółgłoską podniebienną – stąd mogło się ze słowa crycc wykształcić crutch, "kostur").
Jeszcze przed angielską wojną domową sport ten stał się rozrywką ludzi dorosłych, którzy grali przeciw sobie w drużynach reprezentujących poszczególne parafie. Po niej z kolei nowy purytański rząd zwalczał "nielegalne zgromadzenia", jak nazywano zbieranie się w celu uprawiania sportów, zwłaszcza tych głośniejszych, takich jak piłka nożna. Kładziono także większy nacisk na przestrzeganie szabatu, a jako że był to jedyny czas wolny, jakim dysponowały klasy niższe, popularność krykieta okresowo spadła praktycznie wszędzie, poza niektórymi szkołami płatnymi.
Po Restauracji w 1660 krykiet znów się rozwijał i pod koniec stulecia osiągnął kształty zorganizowanej, wręcz profesjonalnej rozgrywki, w którą stawką były pieniądze. Wiadomo, że wielki mecz krykietowy o wysoką stawkę (50 gwinei od drużyny) z jedenastką zawodników w każdej ekipie rozegrano w Sussex w 1697; ten właśnie mecz stał się pierwszym, o którym wspomniały angielskie gazety, co stało się w dużej mierze dzięki wprowadzeniu rok wcześniej wolności prasy.
W XVIII wieku krykiet przestał być jedynie "wiejską rozrywką" i urósł do rangi narodowego sportu Anglików – w dużej mierze dzięki zakładom na pieniądze i zestawianiu przez bogatych własnych "jedenastek" – tak właśnie powstały słynne kluby ze Slindon (założyciel: Charles Lennox, 2. książę Richmond) i Hambledon. W Londynie z kolei, gdzie sport ten zyskał wielką popularność już na początku stulecia – już w 1707 roku na mecze krykieta na Artillery Ground w Finsbury przychodziły tłumy – w 1787 założono Marylebone Cricket Club, który przez długie lata miał prawo samodzielnego ustalania zasad krykieta. Angielski Stadion Narodowy to Lord's Cricket Ground w Londynie.
W XIX wieku, mimo że na kilka lat krykietowi przeszkodził wybuch wojen napoleońskich, rozwój trwał: nastąpiły zmiany w technice gry – underarm bowling, posyłanie piłki przez bowlera w kierunku batsmana, tak aby toczyła się po ziemi, zostało zastąpione najpierw przez roundarm, a następnie (w 1864) overarm bowling, w których piłka jest rzucana, a nie toczona, przez co trudniej ją odbić. Zmiany te uznano za bardzo kontrowersyjne i spotkały się one ze zdecydowanym sprzeciwem wielu konserwatywnych ludzi krykieta, ale ostatecznie zostały zaakceptowane przez klub z Marylebone.
Począwszy od 1839 zakładano kluby będące reprezentacjami hrabstw (pierwszym był Sussex County Cricket Club), które w grudniu 1889 ustanowiły, a w następnym roku rozpoczęły własne oficjalne rozgrywki – County Championship.
XIX wiek to również początki meczów międzynarodowych. Pierwsze takie spotkanie miało miejsce w 1844 roku w Elysian Fields w New Jersey, a zmierzyły się ze sobą reprezentacje USA i Kanady. W 1859 drużyna angielska wybrała się na pierwsze w historii zamorskie tournée do Ameryki Północnej, a osiemnaście lat później, w 1877, odbył się pierwszy w historii Test match – w Melbourne Anglia zmierzyła się z Australią.
Trzynaście lat wcześniej, w 1863 roku, karierę rozpoczął piętnastoletni wówczas W. G. Grace. Przez 44 lata gry zrewolucjonizował ten sport – nie tylko praktycznie w pojedynkę przyczyniając się do jeszcze większej popularyzacji krykieta, ale też samodzielnie opracowując większość do dziś stosowanych technik odbijania piłki.
Ostatnie dwie dekady przed wybuchem I wojny światowej nazwane zostały "Złotą Erą Krykieta" pod wpływem tęsknoty za tym, co zabrał tej dyscyplinie ogólnoświatowy konflikt. Z kolei okres międzywojenny to czas dominacji jednego gracza, australijskiego batsmana Donalda Bradmana. To właśnie jako broń przeciw jego wielkim umiejętnościom Anglicy opracowali kontrowersyjną taktykę zwaną bodyline, polegającą na celowaniu piłką w odbijającego.
W roku 1961 rozpoczął się największy kryzys w historii krykieta, skutek południowoafrykańskiej polityki segregacji rasowej – apartheidu. Gdy RPA została zmuszona do wystąpienia z Commonwealthu, jej federacja krykieta musiała – na mocy ówczesnych przepisów – opuścić International Cricket Conference (ICC). Siedem lat później kryzys pogłębił się, gdy południowoafrykańskie władze odwołały tournée angielskiej reprezentacji do RPA ze względu na obecność w składzie Anglików czarnoskórego Basila D'Oliveiry. W 1970 członkowie ICC zawiesili do odwołania występy bardzo silnej wówczas reprezentacji RPA w międzynarodowych rozgrywkach. Południowi Afrykańczycy organizowali więc "buntownicze tournée" (ang. rebel tours) – płacili krykiecistom z innych państw, by ci formowali "jednorazowe" drużyny i grali mecze przeciw RPA. Mimo że ICC zadecydowała, by gracze, którzy przyjmą taką ofertę, również byli zawieszani, wielu, zwłaszcza starszych i kończących kariery, dawało się skusić, gdyż krykiet nie był wówczas sportem, w którym gracze zarabiali znaczne sumy pieniędzy. Sytuacja ta trwała aż do 1991 roku, kiedy do władzy doszedł Nelson Mandela, a apartheid został zniesiony.
Nowa era w historii krykieta zaczęła się w 1963 roku, kiedy angielskie hrabstwa zmodyfikowały zasady, umożliwiając rozgrywanie nowego typu meczów – meczów o odgórnie ustalonej liczbie overów. Osiem lat później na podstawie tego przepisu powstały mecze jednodniowe – One-day International (ODI). International Cricket Council szybko zaakceptowała tę formę gry i w 1975 zorganizowała pierwsze mistrzostwa świata w krykiecie w meczach jednodniowych. Od tego momentu ODI stopniowo zdobywały coraz większą popularność kosztem meczów wielodniowych.
Na początku XXI wieku dłuższa odmiana krykieta zaczęła co prawda odzyskiwać popularność, ale w tym samym okresie pojawiła się kolejna odmiana z ograniczoną liczbą overów – Twenty20.

### Krykiet kobiecy
Najstarsza wzmianka o żeńskim krykiecie pojawiła się w The Reading Mercury 26 lipca 1745 roku i dotyczyła meczu drużyn z miejscowości Bramley i Hambledon nieopodal Guildford. Spotkanie zakończyło się zwycięstwem pań z Hambledon, a autor tekstu w Mercurym chwalił zawodniczki obu drużyn za umiejętności nieodstające od męskich.
Pierwszy klub kobiecy założono w 1887 w Nun Appleton w Yorkshire. Nadano mu nazwę White Heather Club. Trzy lata później drużyna pod nazwą Original English Lady Cricketers objechała Anglię, grając liczne mecze pokazowe. W 1926 powstał Związek Krykieta Kobiet, a w latach 1934–35 odbyło się pierwsze zamorskie tournée do Australii i Nowej Zelandii, w ramach którego w grudniu 1934 miał miejsce pierwszy w historii mecz testowy kobiet pomiędzy Australijkami i Angielkami.
W 1958 powstała International Women's Cricket Council, od 2005 roku działająca jako część International Cricket Council pod nazwą Women's Cricket Committee, koordynująca rozgrywki żeńskiego krykieta, w który gra się obecnie w Anglii, Australii, Nowej Zelandii, RPA, Indiach Zachodnich i Holandii.
Pierwsze Mistrzostwa Świata w Krykiecie Kobiet rozegrano w 1973 w Anglii. Tytuł zdobyła reprezentacja gospodarzy.

## Sprzęt i strój
Podstawowy sprzęt to wyposażenie zawodników:
- piłka wykonana z korka pokrytego białą lub czerwoną skórą, mająca obwód około 23 cm
- kij z drewna wierzbowego z długą rękojeścią i płaską powierzchnią do odbijania, o maksymalnej długości 96,5 cm oraz szerokości do 10,8 cm.

Ubiór zawodników to koszulka polo, długie spodnie, buty z kolcami (dla uzyskania lepszej przyczepności), nakrycie głowy chroniące oczy przed słońcem, a w razie potrzeby także wełniany sweter. Batsmani i wicket-keeperzy, którzy narażeni są na częste uderzenia szybko lecących piłek, zakładają także ochraniacze na nogi oraz podbrzusze, kaski i rękawice. Na wyposażenie pola gry składają się:
- wicket, czyli bramka złożona z trzech słupków i dwóch poprzeczek (dwie sztuki)
- lina wyznaczająca granicę pola gry (ang. boundary)
- dwa białe (w przypadku meczów wieczornych - czarne) ułatwiające widocznoczność ekrany ustawione poza polem gry równolegle do krótszych boków pitchu

## Zasady gry
Przebiegiem gry rządzą 42 zasady opracowane przez Marylebone Cricket Club w porozumieniu z innymi państwami, w których gra się w krykieta. Poza różnicami istniejącymi pomiędzy poszczególnymi odmianami krykieta dopuszczalne jest jednak również zmienianie zasad w poszczególnych meczach za zgodą obu drużyn. Można też stosować dodatkowe zasady, w zależności od okoliczności, w których rozgrywany jest mecz.

### Duch gry
Krykiet powszechnie uważany jest za „grę dżentelmenów”, charakteryzującą się wysokimi standardami etycznymi. Nie należą do rzadkości sytuacje, w których decyzja sędziego zostaje zakwestionowana przez któregoś z kapitanów jako krzywdząca i zmieniona na korzyść rywala. Zachowanie kapitanów i innych graczy określa Preambuła Przepisów Krykieta. W przypadku niestosownego zachowania któregoś z graczy, za zwrócenie mu uwagi odpowiada kapitan drużyny, który jest absolutnym liderem zespołu na boisku i poza nim.

### Podział graczy

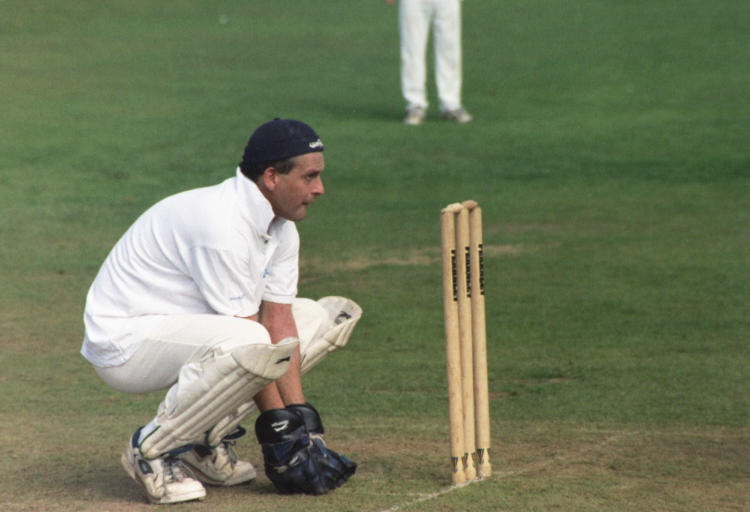
Gracz na pozycji wicket-keepera gotów do złapania piłki

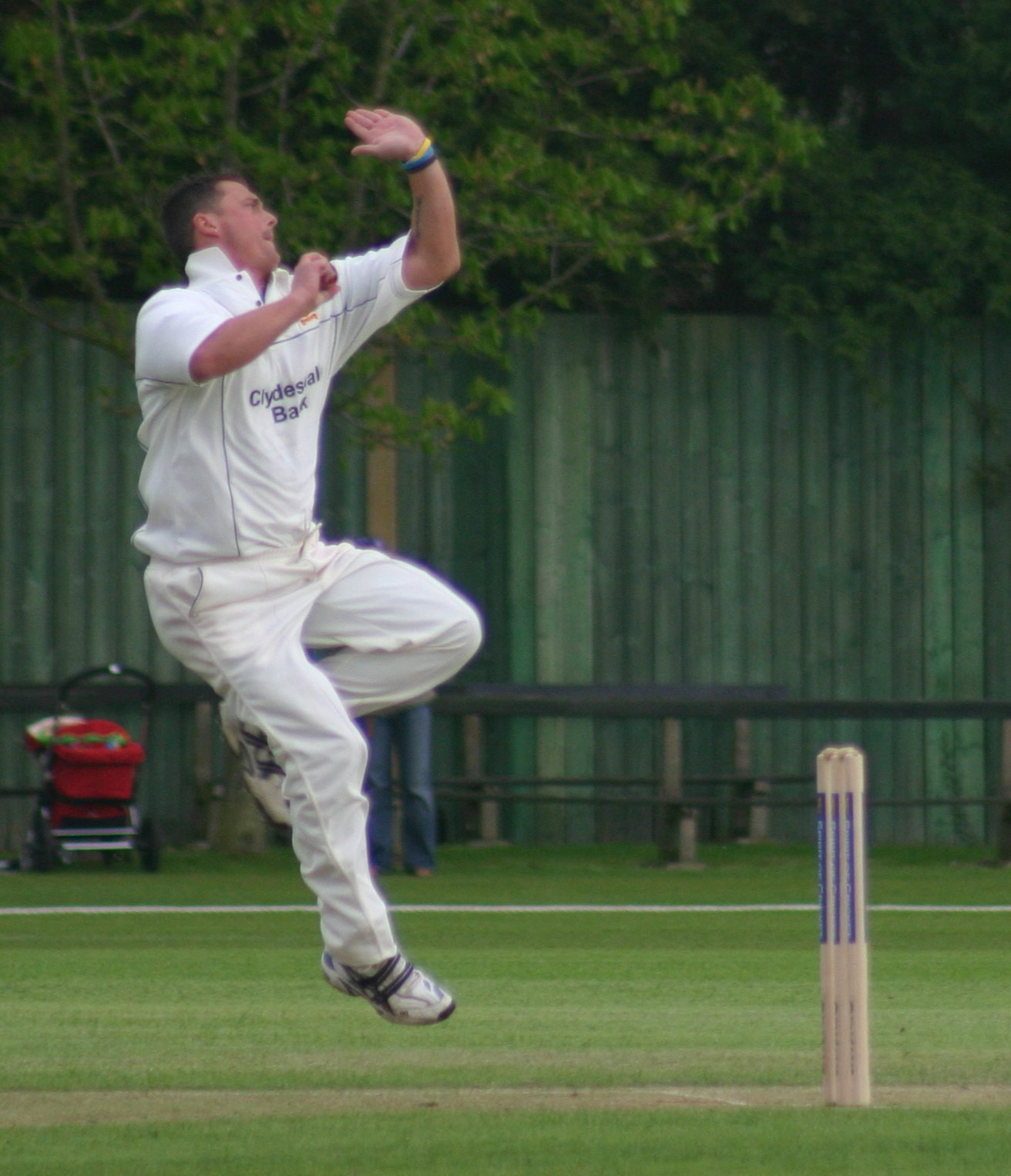
Bowler Darren Gough wykonujący rzut w meczu Essex – Cambridge.

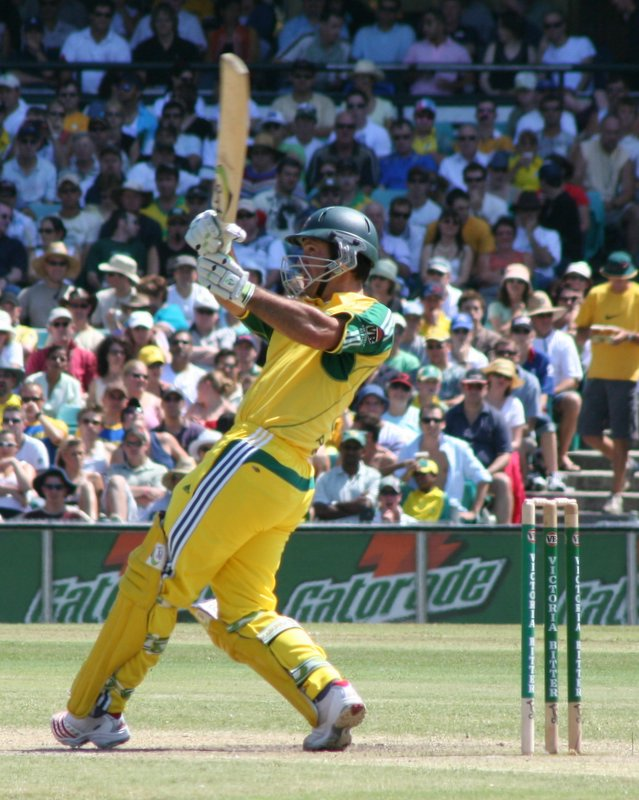
Australijczyk Ricky Ponting odbija piłkę.

Drużyna składa się z jedenastu graczy, z których część wyspecjalizowana jest jako rzucający (ang. bowler; sam rzut nosi po angielsku nazwę delivery), a część jako odbijający (ang. batsman). Wyrównana drużyna ma zazwyczaj pięciu lub sześciu specjalistów od odbijania i czterech lub pięciu od rzucania, a także jednego gracza wyspecjalizowanego w grze na kluczowej pozycji łapiącego (ang. wicket-keeper, co można przetłumaczyć jako "bramkarz").
Zawodnicy osiągający znakomite wyniki zarówno jako rzucający jak i jako odbijający, tacy jak Australijczyk Adam Gilchrist (łączy role wicket-keepera i batsmana) czy Anglik Andrew Flintoff (batsman i bowler) znani są jako wszechstronni (ang. all-rounder) i są wysoce cenieni.

#### Gracze z pola
Rolą każdego gracza z pola (ang. fielder) jest uniemożliwienie batsmanom drużyny przeciwnej zdobywania runów, a by tego dokonać przede wszystkim muszą złapać piłkę. Kluczową rolę odgrywa wśród nich wicket-keeper, zawodnik ustawiony za wicketem, który ma za zadanie łapać piłki, które miną batsmana, nie wchodząc w kontakt z jego kijem.

#### Kapitan
Od właściwych decyzji podejmowanych przez kapitana odnośnie do strategii drużyny zależy jej zwycięstwo. To właśnie on podejmuje decyzje w kwestii ustalania pozycji graczy w polu czy bowlerów. On także wybiera stronę monety przy przedmeczowym rzucie monetą, decydującym, która drużyna będzie odbijała jako pierwsza; decyzja ta, podejmowana na podstawie aktualnych i przewidywanych warunków pogodowych, stanu pitchu oraz umiejętności własnych i przeciwnych zawodników, może mieć znaczący wpływ na przebieg i wynik meczu.
Oznacza to również, iż to właśnie kapitan narażony jest na najostrzejszą krytykę w razie przegranej, co sprawia, że musi być człowiekiem o dużej odporności psychicznej, ale też jest zazwyczaj najbardziej chwalony, gdy jego ekipa wygra.

#### Biegacz i rezerwowi
Jeżeli batsman jest w stanie odbijać, ale kontuzja nie pozwala mu biegać, sędziowie oraz kapitan drużyny przeciwnej mogą wyrazić zgodę, by odbijającemu pomagał biegacz (ang. runner) – jeśli to możliwe, powinien tę funkcję pełnić zawodnik, który już odbijał. Jedyną rolą biegacza jest bieganie między wicketami w zastępstwie kontuzjowanego kolegi. Musi wówczas mieć na sobie dokładnie takie samo ubranie i sprzęt jak unieruchomiony odbijający. Zajmuje miejsce po lewej stronie praworęcznego odbijającego (lub po prawej leworęcznego) i w odległości około 20 metrów od niego. Od 2011 roku zabronione jest korzystanie z biegacza w meczach międzynarodowych.
Jeżeli batsman odniesie kontuzję, która uniemożliwia mu odbijanie, ma prawo zejść z boiska i powrócić na nie, gdy jego stan się poprawi (jednak tylko podczas przerwy spowodowanej wyautowaniem któregoś z graczy jego drużyny). W przypadku zejścia niedysponowanego batsmana, gra jest kontynuowana, a na boisko wchodzi kolejny batsman. Jeśli batsman nie powróci już do gry, przy jego nazwisku odnotowuje się Retired - not out (pl. zszedł, niewyautowany). Jeżeli batsman zejdzie z boiska z powodów innych niż kontuzja (np. zmęczenie), ma prawo powrócić do gry, ale tylko za zgodą kapitana przeciwnej drużyny. Jeśli nie powróci na boisko lub kapitan nie wyrazi zgody, przy nazwisku batsmana zaznacza się Retired - out (zszedł, wyautowany).
Ponadto, we wszystkich formach krykieta, jeśli gracz odniesie kontuzję lub rozchoruje się w trakcie meczu, jego miejsce może zająć gracz rezerwowy. Zawodnikowi temu nie wolno jednak rzucać, odbijać, być kapitanem czy wicket-keeperem, a gdy tylko gracz z podstawowego składu znów będzie gotów do gry, wraca na boisko, a rezerwowy z niego schodzi.
Przez dziewięć miesięcy – od lipca 2005 do marca 2006 – ICC testowała pomysł "superrezerwowego" (ang. Super Sub) w meczach jednodniowych. Byłby to gracz, który na stałe (do końca meczu) zastępowałby kolegę z drużyny i mógłby zajmować wszystkie pozycje na boisku. Pomysł porzucono.

### Mecz
Mecz składający się z dwóch inningsów i niemający odgórnie ograniczonej liczby overów rozgrywany jest na przestrzeni trzech do pięciu dni z około sześcioma godzinami gry każdego dnia. W trakcie gry są ogłaszane oficjalne przerwy na obiad i herbatę, a w razie potrzeby także krótsze przerwy, w trakcie których zawodnicy mogą się napić.
Mecze rozgrywane są jedynie przy bezdeszczowej pogodzie, a w przypadku meczów profesjonalnych, gdy piłka może lecieć z prędkością ponad 140 km/h, gra się tylko w dzień, aby było wystarczająco dużo światła, by batsman mógł zobaczyć piłkę. Dlatego też mecze przerywane są w czasie opadów (z wyjątkiem mżawki) oraz silnego zachmurzenia. Niektóre mecze jednodniowe rozgrywane są przy sztucznym oświetleniu, ale – poza kilkoma eksperymentami w Australii – nie próbowano tego w przypadku dłuższych gier.
Ze względu na to, iż profesjonalne mecze krykietowe rozgrywane są "na powietrzu", w Anglii, Australii, Nowej Zelandii, RPA i Zimbabwe gra się latem, zaś w Indiach Zachodnich, Indiach, Pakistanie, Sri Lance i Bangladeszu zimą; latem uniemożliwiają to huragany i monsuny.

#### Innings
Mecz podzielony jest na dwie części (ang. innings; uwaga: słowo to występuje w tej samej formie w liczbie pojedynczej i mnogiej). Poprzez rzut monetą decydowane jest, która drużyna zacznie mecz jako rzucająca, a która jako odbijająca – wyboru dokonuje ten kapitan, który wybierze właściwą stronę monety. W drugim inningsie następuje zamiana ról.

##### Zakończenie innings
Innings jest zakończony, jeżeli:
- dziesięciu z jedenastu batsmanów zostanie wyeliminowanych;
- drużyna odbijająca ma tylko jednego zawodnika zdolnego do gry (pozostali, choć niewyeliminowani, są kontuzjowani, chorzy lub w inny sposób niezdolni do gry);
- drużyna odbijająca osiągnie rezultat niezbędny do wygrania meczu (gdy jest to ostatni innings);
- zostanie rozegrana zaplanowana liczba overów (jedynie w meczu jednodniowym, jest to zazwyczaj 50 overów)
- kapitan drużyny ogłosi, iż jej innings jest zamknięty (nie dotyczy to meczów jednodniowych z odgórnie ustaloną liczbą overów).

#### Over
Innings podzielony jest na części (ang. over), każda składająca się z sześciu legalnych rzutów (ang. delivery). Rzuty niezgodne z przepisami (wide lub no ball) są powtarzane, a do wyniku strony odbijającej dopisuje się jeden bieg jako tzw. "extras". Po każdym overze dokonywana jest zmiana stron pitchu, a rzucający zajmuje pozycję w polu, skąd z kolei jeden zawodnik zostaje rzucającym; także sędziowie zajmują pozycje po przeciwnych stronach pitchu.
Celem batsmana jest zaliczenie możliwie największej liczby biegów (ang. run), które są krykietowym odpowiednikiem punktów. Bieg zaliczany jest, jeśli dwóch batsmanów – ten, który odbijał i stojący po przeciwnej stronie pitchu czyli non-striker – zamieni się miejscami, lub piłka znajdzie się poza granicą pola gry. Celem drużyny bowlera jest wyeliminowanie (ang. out) wszystkich batsmanów rywala w możliwie jak najmniejszej liczbie rzutów, co można uzyskać na wiele sposobów, które opisano niżej.
Gdy odbijający zostanie wyeliminowany, jego miejsce zajmuje następny. Innings kończy się, kiedy wyeliminowany zostanie dziesiąty batsman (w drużynie jest jedenastu zawodników, ale oprócz odbijającego w grze w danej chwili bierze udział jeszcze zawodnik biegający). W tym momencie drużyna jest "cała wyeliminowana" (ang. all out). Po zakończeniu inningsu drużyny zamieniają się rolami.
Zwycięzcą zostaje ta drużyna, która w chwili zakończenia meczu ma na koncie więcej runów. W różnych wariantach krykieta można spotkać w meczu różną liczbę overów i inningsów.

#### Rzucanie

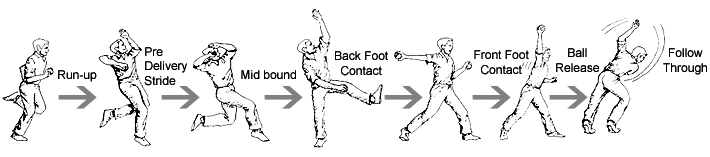
Przebieg typowego rzutu

Bowler rzuca piłkę w kierunku batsmana w określony przepisami sposób (ang. bowling action) – oryginalna definicja mówiła, że ręka nie może się wyprostowywać podczas rzutu. Rzut z wyprostowującą się ręką był (i jest) traktowany jako throwning, który w krykiecie jest zabroniony. Zginanie podczas rzutu uznano za dozwolone, ale wyprostowanie w trakcie rzutu powodowało ogłoszenie no ball.
W związku z tym bowlerzy rzucają (bowling) piłkę mając rękę wyprostowaną i obracając dookoła ramienia.
Jednak w 2005 roku definicja została uznana za fizycznie niemożliwą, więc ją zmieniono. Badania biomechaniczne pokazały, że każdy bowler jakoś rozprostowuje rękę w trakcie akcji bowlingowej, gdyż obrót ręki dookoła ramienia powoduje automatyczne rozprostowanie lekko zgiętego łokcia. Uznano więc, że można uznać rozprostowywanie łokcia do 15 stopni. Powyżej tej granicy akcja jest uznawana za no ball.
Kolejne ograniczenie, jakiemu podlega rzucający, dotyczy ustawienia na pitchu – przynajmniej część jego przedniej (tzn. bliższej odbijającemu) stopy w czasie tego kroku, podczas którego oddawany jest rzut, znajdować się musi za popping crease, choć nie musi dotykać w tym momencie ziemi. Złamanie tego przepisu również oznacza ogłoszenie no ball.
Najczęściej bowler rzuca tak, by piłka odbiła się od ziemi w drodze do batsmana. Musi to jednak zrobić tak, aby nie minęła go poza jego zasięgiem, gdyż wówczas ogłaszany jest wide. Zarówno wide jak i no ball oznaczają dodanie do wyniku odbijającej drużyny jednego runa i konieczność powtórzenia nieprzepisowego rzutu.
Podstawowym zadaniem bowlera jest wyeliminowanie batsmana rywali (ang. out lub dismissal). W dalszej kolejności musi maksymalnie ograniczyć liczbę runów zdobytych przez batsmana (liczba runów na over określana jest jako economy rate).
Wyróżnia się dwa podstawowe typy bowlerów: rzucających piłki szybkie (ang. fast bowler) i podkręcone (ang. spin bowler).

#### Odbijanie

Nazwy odbić (dla praworęcznego batsmana) w zależności od kierunku, w jakim poleci czysto uderzona piłka; możliwe jest jednak posłanie piłki w ten sam sektor boiska na różne sposoby, różnymi odbiciami

Batsman odbija piłkę z batting crease używając kija. Jeżeli uda mu się czysto trafić płaską powierzchnią, uderzenie takie nosi nazwę shot (ang. "strzał") lub stroke (ang. "cios", "uderzenie"), a jeśli krawędzią – edge (ang. "krawędź") lub snick (ang. "nacięcie"). Strzały noszą nazwę zależną od kierunku, w jaki posyłają piłkę. W zależności od obranej przez drużynę strategii, można odbijać defensywnie, zbijając piłkę w dół lub ofensywnie, mocno w kierunku pustych sektorów boiska. Nie ma zasady nakazującej batsmanowi bieg i walkę o runa po odbiciu piłki.
Jeżelli batsmanowi uda się posłać piłkę poza linię graniczną pola gry, automatycznie zdobywa runy – sześć, jeśli piłka w drodze nie dotknie ziemi lub cztery, jeśli dotknie.
Batsmani przystępują do odbijania w kolejności (ang. batting order) wyznaczonej przez kapitana. Z reguły pierwsza para (ang. openers) musi stawić czoła najbardziej agresywnym rzutom oddawanym przez niezmęczonych fast bowlerów dysponujących nową, niezużytą piłką. Zazwyczaj jako ostatni wyznaczani są najsłabsi odbijający, gracze specjalizujący się w grze na innych pozycjach, którym rzadko udaje się zdobyć runy.

#### Zdobywanie runów
Aby zdobyć runa, odbijający musi uderzyć piłkę i pobiec na przeciwległy koniec pitchu, zaś jego nieodbijający partner biegnie w przeciwnym kierunku. By run został zaliczony, obaj zawodnicy muszą dotknąć ziemi za popping crease albo kijem albo częścią ciała. Jeśli piłka zostanie uderzona dostatecznie mocno, zawodnicy mogą zawrócić i przebiec tę samą drogę z powrotem, by zdobyć kolejnego (albo nawet kolejne) runa. Jeżeli batsmani zdobędą nieparzystą liczbę runów, a tym samym zamienią się końcami pitchu, będzie to również oznaczało, że odbijający i nieodbijający zamienią się rolami.
Jeśli gracz z pola (fielder) strąci poprzeczki wicketu w chwili, gdy żaden batsman nie jest bezpieczny za popping crease, odbijający bliższy tego wicketa jest wyeliminowany.
Jeśli piłka przekroczy granicę pola gry, drużyna odbijająca zdobywa cztery runy, a jeśli przed jej przekroczeniem nie dotknie murawy – sześć.

#### Wyeliminowanie batsmana
Odbijający może zostać wyeliminowany (ang. dismissed) na dziesięć sposobów. Gdy to się stanie, opuszcza pole gry, a jego miejsce zajmuje następny batsman. Kiedy wyeliminowany zostanie dziesiąty, a tym samym ostatni, jedenasty, pozostanie bez partnera, następuje zakończenie inningsu.
Wiele trybów eliminowania batsmana wymaga, by wicket został "położony" (ang. put down), co oznacza strącenie przynajmniej jednego baila ze stumpów, względnie wyrwanie stumpa z ziemi przez piłkę lub rękę trzymającą piłkę. Z poniżej wymienionych metod eliminowania batsmana, pierwsze sześć występuje powszechnie, podczas gdy pozostała czwórka to raczej regulaminowe ciekawostki rzadko znajdujące zastosowanie.
1. Caught ("złapany") – Kiedy fielder złapie piłkę po odbiciu jej przez batsmana (kijem lub dłonią trzymającą kij) zanim ta odbije się od murawy. Wyeliminowanie idzie na konto rzucającego i łapiącego.
2. Bowled ("rzucony") – Kiedy rzucona piłka uderzy w stumpy wicketa odbijającego i strąci jeden lub dwa baile, niezależnie od tego, czy po drodze piłka miała kontakt z kijem. Wyeliminowanie idzie na konto rzucającego.
3. Leg before wicket ("noga przed wicketem") – Kiedy rzucona piłka minie kij i trafi w batsmana, a sędzia uzna, że gdyby nie to, trafiłaby w wicketa. Wyeliminowanie idzie na konto rzucającego.
4. Run out ("wybiegnięty") – Kiedy fielder, bowler lub wicket-keeper strąci jeden lub oba baile, uderzając piłką (lub ręka trzymającą piłkę) w stumpy, w czasie gdy batsman biegnie z jednego końca pitchu na drugi. Oficjalnie wyeliminowanie nie idzie na niczyje konto, ale nazwisko zawodnika lub zawodników, którzy tego dokonali, są odnotowywane.
5. Stumped – Kiedy batsman opuści swoje pole podczas rzutu, ale piłka trafi do wicket-keepera, a ten użyje jej do zbicia baila, zanim odbijający znów znajdzie się w bezpiecznej strefie. Wyeliminowanie idzie na konto rzucającego i wicket-keepera.
6. Hit wicket – Kiedy batsman sam strąci baila ciałem lub kijem. Wyeliminowanie idzie na konto rzucającego.
7. Handled the ball – Kiedy batsman celowo zagra piłkę ręką. Wyeliminowanie nie jest zapisywane nikomu.
8. Hit the ball twice – Kiedy batsman celowo uderzy piłkę drugi raz, z wyjątkiem sytuacji, kiedy broni wicketa przed uderzeniem. Wyeliminowanie nie jest zapisywane nikomu.
9. Obstructing the field – Kiedy batsman celowo uniemożliwia zagranie graczowi z pola. Wyeliminowanie nie jest zapisywane nikomu.
10. Timed out – Kiedy nowy batsman zajmuje swoją pozycję dłużej niż trzy minuty. Ta zasada ma zapobiegać przeciąganiu meczów i wykorzystywaniu limitów czasowych na korzyść danej drużyny. Wyeliminowanie nie jest zapisywane nikomu.
11. Retired out - Kiedy batsman dozna kontuzji i jest niezdolny do gry nawet z użyciem runnera, jest wtedy retired hurt i może wrócić później w trakcie inningsa. Jeśli jednak odejdzie uznając, że jest kontuzjowany, a nie zgodzi się na to sędzia albo kapitan drużyny przeciwnej, jest wyeliminowany poprzez retired out. Retired out nie jest liczone w kontekście meczu krykietowego (nie dolicza się do ilości zdobytych wicketów przez drużynę przeciwną), ale odnotowuje się to w statystykach batsmana w kwestii batting average, czyli średniej zdobywanych punktów. Retired hurt nie zmniejsza tej średniej, podczas gdy retired out zmniejsza.

### Sędziowie
Nad przebiegiem meczu czuwa dwóch sędziów (ang umpire). Jeden z nich, field umpire, stoi za tą bramką, od której następuje rzut, i podejmuje większość rozstrzygnięć. Drugi, square leg umpire, stoi na pozycji zwanej square leg, z której ma dobry widok z boku na batsmana i pomaga w podejmowaniu decyzji odnośnie do tych sytuacji, które widzi lepiej. Od sezonu 1992/1993 w niektórych meczach zawodowych obaj sędziowie mogą zwrócić się do trzeciego, pozaboiskowego arbitra (zwanego też sędzią telewizyjnym), który ma możliwość korzystania z powtórek telewizyjnych.

Standardowe boisko do krykieta (sightscreen – ekran ochronny; boundary – granica)

Podczas meczu pracuje także dwóch wynikowych (ang. scorer), zwykle po jednym wyznaczonym przez każdą z drużyn. Ich zadaniem jest odnotowywanie wszystkich zaliczonych runów i outów. Robią to w oparciu o sygnały od sędziego, z którym w przerwach meczu (a na bieżąco także ze sobą nawzajem) muszą kontrolować poprawność wyniku. W praktyce wynikowi zajmują się także wszelkimi statystykami związanymi z meczem.
Krykiet jest grą bardzo bogatą w statystyki, gromadzone są one odnośnie do praktycznie każdego aspektu meczu. Najczęściej są to statystyki liczbowe lub wykresy graficzne, pokazujące na przykład, gdzie dany batsman odbił piłkę, zdobywając punkty.

### Boisko
Pole gry ma kształt okrągły lub zbliżony do owalnego i jest pokryte trawą. Nie ma ustalonych wymiarów, ale jego średnica to zazwyczaj 137-150 metrów. Na ogół otoczone jest liną graniczną (ang. boundary – "granica") wzdłuż obrzeża. Centralna część pola – prostokąt o wymiarach 3,05 × 20,12 m z gliny pokrytej krótką trawą – nosi nazwę pitch.

#### Pitch

Pitch – wymiary

To właśnie w pitchu rozgrywa się większość akcji. Na każdym jego końcu wbite są w ziemię wickety, czyli bramki. Jeden koniec pitchu wyznaczany jest jako koniec odbicia (to tam pozycję zajmuje batsman), a drugi jako koniec rzutu (stamtąd rzuca bowler). Linia łącząca wickety dzieli pole na dwie części; zależnie od tego, jak batsman trzyma kij, prawa (dla odbijającego praworęcznego) lub lewa (dla leworęcznego) nosi nazwę off side, a przeciwna on side lub leg side ("strona nogi").
Linie narysowane lub namalowane na pitchu noszą nazwę crease (ang. "fałda", "zagięcie").

## Kategorie krykieta

### Mecze testowe
Krykiet testowy to forma krykieta zapoczątkowana w roku 1877 podczas tournée reprezentacji Anglii do Australii. Pierwszy mecz testowy rozpoczął się 15 marca 1877, bez ograniczeń czasowych i z czterema piłkami na over. Zakończył się 19 marca zwycięstwem Australijczyków z przewagą 45 runów.
Od tamtej chwili rozegrano już ponad 1800 testów, a liczba państw dopuszczonych do tych meczów w 2000 roku wzrosła do dziesięciu. Mecz testowy składa się z dwóch inningsów dla każdej drużyny i trwa zazwyczaj pięć dni. Jeżeli nie uda się go dokończyć w wyznaczonym czasie, ogłaszany jest remis.
Mecze testowe Anglii z Australią noszą nazwę The Ashes – od satyrycznego nekrologu opublikowanego w 1882 w The Sporting Times po porażce Anglików na stadionie The Oval, w którym stwierdzono, że angielski krykiet zmarł, a jego ciało zostanie skremowane, zaś prochy zabrane do Australii. Następne tournée, na przełomie 1882 i 1883, nazwano w angielskich medich "wyprawą po odzyskanie popiołów" (ang. ashes). Po zwycięstwie Anglików grupa kobiet z Melbourne wręczyła ich kapitanowi, Ivo Blighowi, małą urnę, mającą zawierać popiół po spaleniu baila użytego podczas drugiego w historii meczu testowego między Anglią a Australią. Wbrew obiegowej opinii, nie jest to jednak ta sama urna, która obecnie stanowi trofeum w The Ashes. Oryginał stanowi własność prywatną i jest bardzo rzadko prezentowany publicznie, nagrodą zaś jest szklana, powiększona kopia.
Inne trofea w meczach testowych to trofeum Basila D'Oliveiry (mecze Anglii z RPA grane w Południowej Afryce), trofeum Wisdena (Anglia – Indie Zachodnie), trofeum Franka Worrella (Australia – Indie Zachodnie), trofeum Transtasmańskie (ang. Trans-Tasman; Australia – Nowa Zelandia), trofeum Bordera-Gavaskara (Australia – Indie) i trofeum sir Viviana Richardsa (RPA – Indie Zachodnie).
Innymi cechami charakterystycznymi meczów testowych - poza tym, że trwają kilka dni - są wyłącznie białe stroje noszone przez zawodników obu drużyn oraz piłka, która jest zawsze czerwonego koloru.

### Mecze jednodniowe
Mecze jednodniowe (ang. One-day International lub w skrócie ODI) to powstała pod koniec XX wieku forma międzynarodowych meczów krykietowych z liczbą overów ograniczoną do 50 na drużynę. W tym formacie rozgrywane są mistrzostwa świata w krykiecie. ODI nazywane są też "Limited Overs Internationals" (LOI) (ang.: "z ograniczoną liczbą overów"), gdyż są to mecze międzynarodowe z ograniczoną liczbą overów, a jeśli pogoda przeszkodzi, nie zawsze udaje się je rozegrać w jeden dzień.
Pierwszy mecz jednodniowy rozegrano 5 stycznia 1971 na Melbourne Cricket Ground; wystąpiły w nim reprezentacje Australii i Anglii. Stało się to w sposób dość przypadkowy – kiedy przez trzy dni deszcz uniemożliwiał rozegranie standardowego meczu testowego między tymi drużynami, sędziowie postanowili, iż zostanie rozegrany mecz jednodniowy, z czterdziestoma ośmiopiłkowymi overami dla każdej drużyny. Australia wygrała mecz pięcioma wicketami.
Pod koniec lat 70. Kerry Packer powołał konkurencyjną wobec tradycyjnych rozgrywek World Series Cricket, w której wprowadzono wiele zasad stosowanych dziś w ODI, między innymi kolorowe uniformy, rozgrywanie meczów w nocy przy świetle reflektorów i z użyciem białej piłki, a także – na potrzeby transmisji telewizyjnych – liczne kamery i mikrofony. Pierwszy mecz z użyciem kolorowych strojów rozegrano 17 stycznia 1979.

### Twenty20

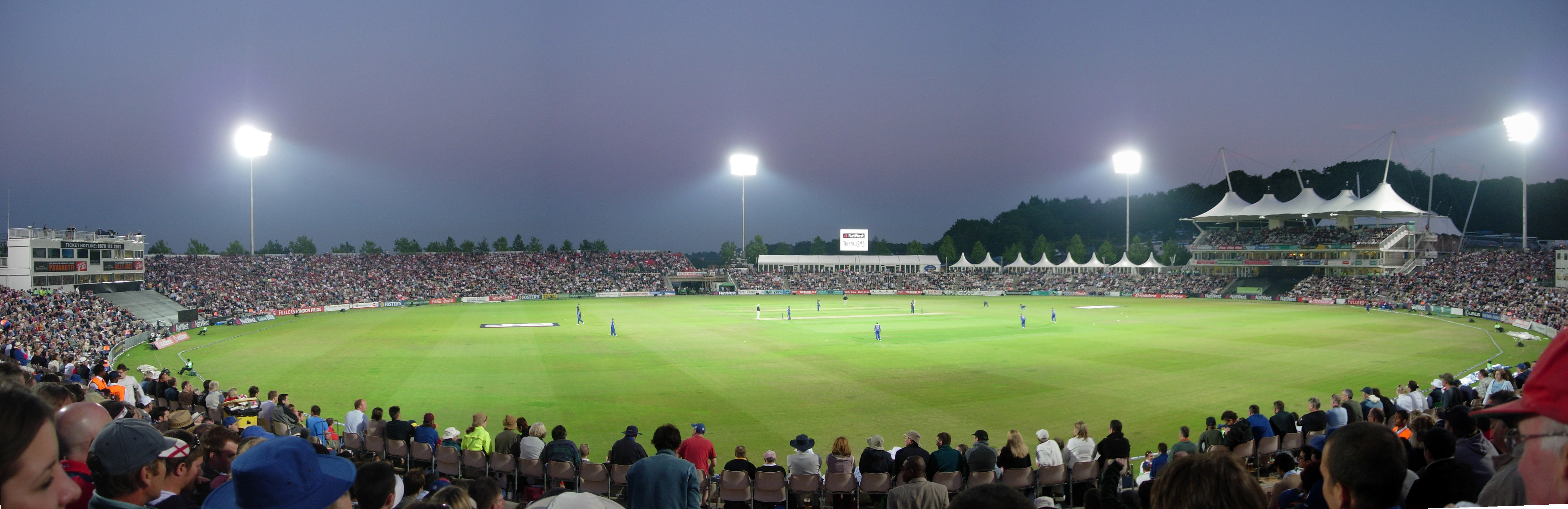
Zdjęcie z meczu Anglia – Sri Lanka w formule Twenty20. Mecze Twenty20 są jedynymi, które zazwyczaj rozgrywa się wieczorami, przy sztucznym oświetleniu i używając białej piłki

Jest to najnowsza odmiana krykieta. Pierwszy mecz w formule Twenty20 – wprowadzonej, aby spopularyzować krykiet pierwszoklasowy i przyciągnąć na trybuny więcej kibiców – rozegrano w Anglii w 2003 roku. W Twenty20 każda drużyna rozgrywa dwadzieścia overów, a zasady opracowane są tak, by uczynić grę żywszą, a tym samym bardziej atrakcyjną dla ludzi, którym nie chce się śledzić na stadionie wolniejszych standardowych meczów jednodniowych czy kilkudniowych test matches; mecz Twenty20 trwa około trzech godzin.
Pierwszy międzynarodowy mecz mężczyzn według reguł Twenty20 rozegrano w 2005 (zmierzyły się Australia z Nową Zelandią), kobiety po raz pierwszy zagrały w tej formule już w 2004 (Anglia – Nowa Zelandia). ICC ogłosiła, iż w latach 2007–2015 będą co dwa lata rozgrywane Mistrzostwa Świata w Krykiecie Twenty20.

### Mecze pierwszej klasy
Zasadniczo mecz pierwszej klasy to mecz na wysokim szczeblu, mecz międzynarodowy lub wewnątrzpaństwowy, trwający przynajmniej trzy dni i toczony na naturalnej murawie, w którym każda drużyna gra dwa inningsy. W związku z tym jednodniowe mecze międzynarodowe, w którym każda z drużyn gra tylko jednego inningsa, nie są zaliczane do testowych. Przez "wysoki szczebel" rozumie się udział w meczu dwóch drużyn mających status pierwszoklasowy (ang. first-class status). Są to więc mecze testowe oraz mecze drużyn niebędących reprezentacjami narodowymi (względnie jednej takiej drużyny przeciwko reprezentacji), a mających first class status w kraju, z którego się wywodzą, o ile ten jest "pełnym członkiem" ICC. Dlatego też o ile mecze drużyn z Kenii – wiodącego "państwa współpracującego" ICC – z drużynami państw mających first-class status są zazwyczaj uznawane za pierwszoklasowe, o tyle mecze wewnątrzpaństwowe w tym kraju już nie.
Historycy tej dyscypliny początek pierwszoklasowego krykieta datują na 1660, 1772, 1801, 1815 lub 1864.

### Inne

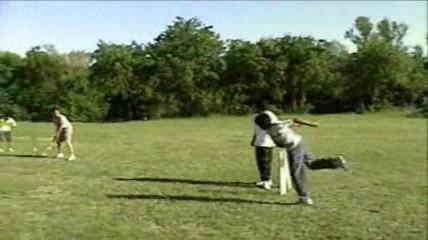
Dzieci grające w krykieta na prowizorycznej murawie w parku

Modyfikacje zasad krykieta zdarzają się na wszystkich szczeblach. Na szczeblu międzynarodowym zmiany, takie jak wprowadzenie odmiany Twenty20, mają na celu uczynienie gry bardziej atrakcyjną dla widza, ale w meczach rozgrywanych przez niezawodowców celem takich zmian jest często jedynie umożliwienie rozegrania meczu przy ograniczonych środkach techniczno-finansowych – często więc można zobaczyć ludzi grających na przykład przy użyciu piłek tenisowych, albo mecze, w których de facto gra jedna drużyna, która w sposób rotacyjny wyłania ze swojego składu dwójkę odbijających.
W wersji zwanej kwik cricket bowler nie musi czekać, aż batsman będzie gotów do odbicia, co znacząco zwiększa tempo gry. Dzięki temu jest to odmiana popularna w brytyjskich szkołach, gdzie uprawia się ją na lekcjach wychowania fizycznego. Występuje tam także zasada "Tipsy Run" czyli "Podchmielony bieg", która stanowi, iż odbijający musi wykonać bieg zawsze, gdy piłka dotknie kija, nawet jeśli sam batsman nie zamierzał jej dotknąć.
Często spotyka się mecze krykieta halowego – pole gry jest tam otoczone siatką, a drużyny liczą tylko ośmiu graczy. W Samoa z kolei istnieje odmiana krykieta zwana kilikiti, w którą gra się przy użyciu kija o kształcie zbliżonym do kija hokejowego.

## Struktura międzynarodowa
Państwa o najwyższej randze – testowej
     Państwa współpracujące
     Państwa stowarzyszone

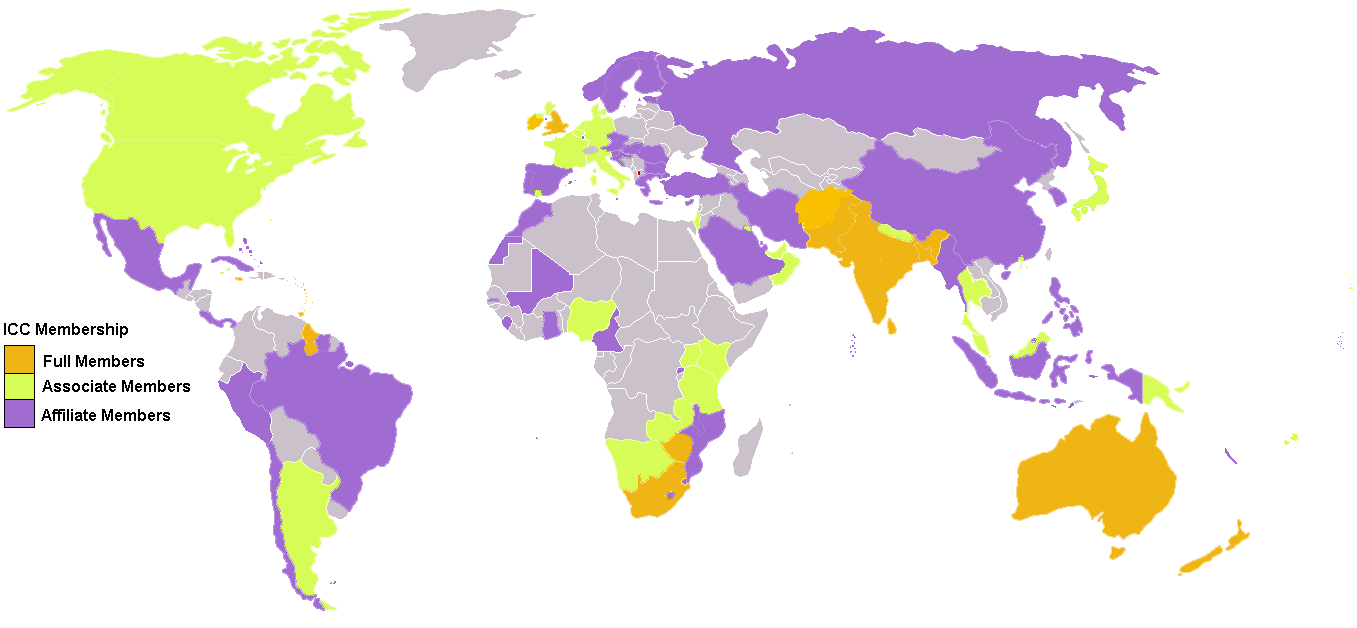
Państwa członkowskie ICC.
Państwa o najwyższej randze – testowej
Państwa współpracujące
Państwa stowarzyszone

Zorganizowana międzynarodowa struktura krykieta jest tworem stosunkowo nowym, który wyewoluował samoistnie z tradycyjnych metod organizowania meczów międzynarodowych.
Założona w 1909 roku International Cricket Council (ICC; początkowo Imperial Cricket Conference, następnie International Cricket Conference, pod dzisiejszą nazwą od 1989) jest obecnie międzynarodowym organem zarządzającym krykietem. W jej skład wchodzą reprezentanci każdego z dziesięciu państw mających drużyny narodowe o test statusie oraz obieralny zespół przedstawicieli państw nie grających w meczach testowych.
Kraje, w których gra się w krykieta, podzielone są w ramach ICC na trzy grupy, zależnie od infrastruktury. Najwyższy poziom to państwa grające w meczach testowych, które automatycznie kwalifikują się do mistrzostw świata. Drugi poziom to państwa współpracujące (Associate Members), a trzeci, najniższy – państwa stowarzyszone (Affiliate Members).
Każdy kraj ma własną radę zarządzającą meczami rozgrywanymi na terenie tego państwa. To od niej zależy też skład reprezentacji narodowej i ustalanie terminów meczów.
Ze względu na rozgrywanie od 2005 roku meczów międzynarodowych w formule Twenty20 spodziewać się można kolejnych zmian w sposobie funkcjonowania ICC.

### Krykiet w Polsce
W Polsce istnieje siedem aktywnych drużyn krykietowych: Warsaw Hussars Cricket Club, Warsaw Cricket Club, Warsaw United Cricket Club, Warsaw Kings Cricket Club, Lodz Cricket Club, Krakow Cricket Club oraz Lublin Cricket Club.
W nieoficjalnych rozgrywkach ligowych w sezonie 2014 wzięło udział 5 drużyn: Warsaw Cricket Club (zespół A i B), Warsaw Kings XI, Warsaw United Cricket Team oraz Łódź Cricket Club. Mistrzem został Warsaw Cricket Club, który zdobywał trofeum także w latach 2012 i 2013.
Podejmowane są jednocześnie starania o przyjęcie Polski w poczet członków Międzynarodowej Rady Krykieta (International Cricket Council).